# Академия кантри-музыки
Академия кантри-музыки (англ. Academy of Country Music) — американская музыкальная организация, основанная в 1964 году.

## История
Отцами-основателями Академии стали Eddie Miller и Tommy Wiggins объединившиеся с двумя собственниками клуба Mickey и Chris Christensen в 1964 году. Первоначальное название было Country & Western Music Academy, так как она находилась в западной части США, а в восточных штатах с 1958 года существовала для поддержки местных исполнителей музыки кантри Country Music Association (Нэшвилл).
На первой церемонии награждения лауреатов в 1965 году преобладали исполнители запада США. Певец Бак Оуэнс был назван Top Male Vocalist, певица Bonnie Owens избрана Top Female Vocalist, а группа The Buckaroos стала Band Of The Year. Лучшим новым кантри-певцом назван Merle Haggard (Top New Male Vocalist), лучшей новой певицей Kaye Adams (Top New Female Vocalist).

## Награды
Наиболее престижными наградами, вручаемыми Academy of Country Music являются Artist of the Decade и Entertainer of the Year. Среди других наград: певец года, певица года, альбом года, песня года, запись года, дебют года, видео года. Они вручаются обычно в мае месяце за достижения прошлого года (то есть награда 2009 года вручена за достижения 2008 года).

### Рекорды ACM Award
Исполнитель года
Наибольшее число наград Entertainer of the Year Awards:
- Гарт Брукс (6) — (1990—1993, 1997—1998)

Наибольшее число наград подряд в номинации Entertainer of the Year:
- Alabama (5) — (1981—1985)

Певицы, получавшие награды Entertainer of the Year:
- Лоретта Линн — (1975)
- Долли Партон — (1977)
- Барбара Мандрелл — (1980)
- Reba McEntire — (1994)
- Шэнайя Твейн — (1999)
- The Dixie Chicks — (2000)
- Кэрри Андервуд — (2008, 2009, 2020)
- Тейлор Свифт — (2010, 2011)

Певица года
Наибольшее число наград подряд в номинации Female Vocalist of the Year Award:
- Миранда Ламберт (9) — (2010—2018)
- Реба Макинтайр (4) — (1984—1987)

Наибольшее число наград Female Vocalist of the Year Awards:
- Миранда Ламберт (9) — (2010—2018)
- Реба Макинтайр (7) — (1984—1987, 1990—1991, 1994)

Певец года
Наибольшее число наград подряд в номинации Male Vocalist of the Year Award:
- Брэд Пейсли (5) — (2006—2010)

Наибольшее число наград Male Vocalist of the Year Award:
- Merle Haggard (6) — (1966, 1969—1970, 1972, 1974, 1981)

## Артисты десятилетий
2010-е годы Джейсон Алдин (вручена в 2019 году)
2000-е годы Джордж Стрейт (2009)
1990-е годы Гарт Брукс (1999)
1980-е годы Alabama (1989)
1970-е годы Лоретта Линн (1979)
1960-е годы Марти Роббинс (1969)

## Главные награды по годам

### 2025
5 мая 2025 года ACM объявила, что Кит Урбан будет удостоен награды ACM Triple Crown Award. Эта награда присуждается за достижения артиста, дуэта или группы, получивших премию «Новый артист», премию «Мужской/женский артист» (или дуэт/группа) и премию «Исполнитель года». 8 мая 2025 года состоялась юбилейная 60-я церемония вручения наград Academy of Country Music Awards.
Entertainer of the Year:
- Лэйни Уилсон (победитель)
  - Келси Баллерини
  - Люк Комбс
  - Коди Джонсон
  - Jelly Roll
  - Крис Стэплтон
  - Морган Уоллен

### 2017
- 52-я церемония 2017 года состоялась 2 апреля 2017 года в Лас-Вегасе в крытой многофункциональной арене Ти-Мобайл Арена. Ведущим шоу снова (5-й год подряд) был певец Люк Брайан, а вместе с ним снова Диркс Бентли. Миранда Ламберт в 8-й раз подряд стала лучшей певицей года[7][8]

Entertainer of the Year:
- Джейсон Алдин (победитель)
- Люк Брайан
- Florida Georgia Line
- Кэрри Андервуд
- Кит Урбан

### 2016
- 51-я церемония 2016 года состоялась 3 апреля 2016 года в Лас-Вегасе в гостинично-развлекательном комплексе MGM Grand. Ведущим шоу снова (4-й год подряд) был певец Люк Брайан, а вместе с ним впервые Диркс Бентли[9][10]

Entertainer of the Year:
- Джейсон Алдин (победитель)
- Гарт Брукс
- Люк Брайан
- Эрик Чёрч
- Миранда Ламберт

### 2015
- Церемония 2015 года состоялась 18 апреля 2015 года в Техасе (Arlington) на стадионе AT&T Stadium. Ведущими шоу снова (3-й год подряд) были певцы Блейк Шелтон и Люк Брайан[11].

Entertainer of the Year:
- Люк Брайан (победитель)
- Джейсон Олдин
- Гарт Брукс
- Миранда Ламберт
- Florida Georgia Line

### 2010
- Церемония 2010 года состоялась 18 апреля в Лас-Вегасе (Невада) на MGM Grand Garden Arena. Ведущей шоу снова была певица Reba McEntire. Номинации анонсировали она и певец Блейк Шелтон. Впервые в истории Академии, сразу 8 номинантов претендовали на самую престижную награду Entertainer of the Year, включая двух женщин Кэрри Андервуд и Тейлор Свифт.[12]

Entertainer of the Year:
- Кенни Чесни
- Тоби Кит
- Brad Paisley
- Джордж Стрейт
- Тейлор Свифт
- Кэрри Андервуд (победитель)
- Кит Урбан
- Zac Brown Band

### Награды по годам
| Главные награды по годам (1965—2021) | Главные награды по годам (1965—2021)       | Главные награды по годам (1965—2021)   | Главные награды по годам (1965—2021)      | Главные награды по годам (1965—2021)                                                                  |
| Год                                  | Исполнитель года — Entertainer of the Year | Певец года — Male Vocalist of the Year | Певица года — Female Vocalist of the Year | Песня года — Song of the Year                                                                         |
| ------------------------------------ | ------------------------------------------ | -------------------------------------- | ----------------------------------------- | --- |
| 2021                                 | Миранда Ламберт                            | Крис Стэплтон                          | Карли Пирс                                | Jason Nix, Jonathan Singleton, Lainey Wilson — «Things a Man Oughta Know»                             |
| 2020                                 | Люк Брайан                                 | Томас Ретт                             | Марен Моррис                              | Марен Моррис, Jimmy Robbins, Laura Veltz — «The Bones»                                                |
| 2019                                 | Томас Ретт и Кэрри Андервуд                | Люк Комбс                              | Марен Моррис                              | Джош Осборн, Matthew Ramsey, Trevor Rosen, Brad Tursi — «One Man Band»                                |
| 2018                                 | Кит Урбан                                  | Томас Ретт                             | Кейси Масгрейвс                           | Nicolle Galyon, Jordan Reynolds, Dan Smyers — «Tequila»                                               |
| 2017                                 | Джейсон Олдин                              | Крис Стэплтон                          | Миранда Ламберт                           | Миранда Ламберт (Jack Ingram, Миранда Ламберт, Jon Randall) — «Tin Man»                               |
| 2016                                 | Джейсон Олдин                              | Томас Ретт                             | Миранда Ламберт                           | Томас Ретт (Thomas Rhett, Sean Douglas, Joe Spargur) — «Die a Happy Man»                              |
| 2015                                 | Джейсон Олдин                              | Крис Стэплтон                          | Миранда Ламберт                           | Крис Стэплтон (Barry Bales, Ronnie Bowman, Chris Stapleton) — «Nobody to Blame»                       |
| 2014                                 | Люк Брайан                                 | Джейсон Олдин                          | Миранда Ламберт                           | Миранда Ламберт, Натали Хемби, Nicolle Galyon — «Automatic»                                           |
| 2013                                 | Люк Брайан                                 | Джейсон Олдин                          | Миранда Ламберт                           | Jessi Alexander, Connie Harrington, Jimmy Yeary — «I Drive Your Truck»                                |
| 2012                                 | Люк Брайан                                 | Джейсон Олдин                          | Миранда Ламберт                           | Миранда Ламберт, Блейк Шелтон — «Over You»                                                            |
| 2011                                 | Тейлор Свифт                               | Блейк Шелтон                           | Миранда Ламберт                           | Lee Brice, Liz Rose — «Crazy Girl»                                                                    |
| 2010                                 | Тейлор Свифт                               | Брэд Пейсли                            | Миранда Ламберт                           | Tom Douglas, Allen Shamblin — «The House That Built Me»                                               |
| 2009                                 | Кэрри Андервуд                             | Брэд Пейсли                            | Миранда Ламберт                           | Dave Haywood, Josh Kear, Charles Kelley, Hillary Scott — «Need You Now»                               |
| 2008                                 | Кэрри Андервуд                             | Брэд Пейсли                            | Кэрри Андервуд                            | Jamey Johnson, Lee Thomas Miller, James Otto — «In Color»                                             |
| 2007                                 | Кенни Чесни                                | Брэд Пейсли                            | Кэрри Андервуд                            | Jennifer Nettles — «Stay»                                                                             |
| 2006                                 | Кенни Чесни                                | Брэд Пейсли                            | Кэрри Андервуд                            | Bill Anderson, Buddy Cannon, Jamey Johnson — «Give It Away»                                           |
| 2005                                 | Кенни Чесни                                | Кит Урбан                              | Сара Эванс                                | Craig Wiseman, Ronnie Dunn — «Believe»                                                                |
| 2004                                 | Кенни Чесни                                | Кит Урбан                              | Gretchen Wilson                           | Craig Wiseman, Tim Nichols — «Live Like You Were Dying»                                               |
| 2003                                 | Тоби Кит                                   | Toby Keith                             | Martina McBride                           | Doug Johnson, Kim Williams — «Three Wooden Crosses»                                                   |
| 2002                                 | Тоби Кит                                   | Кенни Чесни                            | Martina McBride                           | Phillip Brian White, David Vincent Williams — «I’m Movin’ On»                                         |
| 2001                                 | Brooks & Dunn                              | Alan Jackson                           | Martina McBride                           | Alan Jackson — «Where Were You (When the World Stopped Turning)»                                      |
| 2000                                 | Dixie Chicks                               | Тоби Кит                               | Фэйт Хилл                                 | Mark D. Sanders, Tia Sillers — «I Hope You Dance»                                                     |
| 1999                                 | Шанайя Твейн                               | Тим Макгро                             | Фэйт Хилл                                 | Marv Green, Aimee Mayo — «Amazed»                                                                     |
| 1998                                 | Гарт Брукс                                 | Тим Макгро                             | Фэйт Хилл                                 | Steve Wariner, Billy Kirsch — «Holes in the Floor of Heaven»                                          |
| 1997                                 | Гарт Брукс                                 | Джордж Стрейт                          | Trisha Yearwood                           | Stephony Smith — «It's Your Love»                                                                     |
| 1996                                 | Brooks & Dunn                              | Джордж Стрейт                          | Patty Loveless                            | Bill Mack — «„Blue“ (песня Лиэнн Раймс)»                                                              |
| 1995                                 | Brooks & Dunn                              | Alan Jackson                           | Patty Loveless                            | Dickey Lee, Karen Staley, Danny Mayo — «The Keeper of the Stars»                                      |
| 1994                                 | Reba McEntire                              | Alan Jackson                           | Reba McEntire                             | Gary Baker, Frank Myers — «I Swear»                                                                   |
| 1993                                 | Гарт Брукс                                 | Винс Гилл                              | Wynonna Judd                              | Victoria Shaw, Chuck Cannon — «I Love the Way You Love Me»                                            |
| 1992                                 | Гарт Брукс                                 | Винс Гилл                              | Mary Chapin Carpenter                     | Vince Gill, John Barlow Jarvis — «I Still Believe in You»                                             |
| 1991                                 | Гарт Брукс                                 | Гарт Брукс                             | Реба Макинтайр                            | Billy Dean, Richard Leigh — «Somewhere in My Broken Heart»                                            |
| 1990                                 | Гарт Брукс                                 | Гарт Брукс                             | Реба Макинтайр                            | Tony Arata — «The Dance»                                                                              |
| 1989                                 | Джордж Стрейт                              | Clint Black                            | Kathy Mattea                              | Jon Vezner, Don Henry — «Where’ve You Been»                                                           |
| 1988                                 | Hank Williams, Jr.                         | George Strait                          | K. T. Oslin                               | Charles Nelson, Paul Nelson — «Eighteen Wheels and a Dozen Roses»                                     |
| 1987                                 | Hank Williams, Jr.                         | Randy Travis                           | Реба Макинтайр                            | Paul Overstreet, Don Schlitz — «Forever and Ever, Amen»                                               |
| 1986                                 | Hank Williams, Jr.                         | Randy Travis                           | Реба Макинтайр                            | Paul Overstreet, Don Schlitz — «On the Other Hand»                                                    |
| 1985                                 | Alabama                                    | Джордж Стрейт                          | Реба Макинтайр                            | Fred Parris, Mike Reid, Troy Seals — «Lost in the Fifties Tonight»                                    |
| 1984                                 | Alabama                                    | Джордж Стрейт                          | Реба Макинтайр                            | Harlan Howard, Brent Maher, Sonny Throckmorton — «Why Not Me»                                         |
| 1983                                 | Alabama                                    | Lee Greenwood                          | Janie Fricke                              | Larry Henley, Jeff Silbar — «Wind Beneath My Wings»                                                   |
| 1982                                 | Alabama                                    | Ronnie Milsap                          | Sylvia                                    | Merle Haggard — «Are the Good Times Really Over»                                                      |
| 1981                                 | Alabama                                    | Merle Haggard                          | Барбара Мандрелл                          | Felice Bryant, Boudleaux Bryant, Larry Collins, Sandy Pinkard — «You’re the Reason God Made Oklahoma» |
| 1980                                 | Барбара Мандрелл                           | George Jones                           | Dolly Parton                              | Bobby Braddock, Curly Putman — «He Stopped Loving Her Today»                                          |
| 1979                                 | Вилли Нельсон                              | Larry Gatlin                           | Crystal Gayle                             | Sonny Throckmorton, Curly Putman — «It’s a Cheatin' Situation»                                        |
| 1978                                 | Kenny Rogers                               | Кенни Роджерс                          | Барбара Мандрелл                          | Randy Goodrum — «You Needed Me»                                                                       |
| 1977                                 | Долли Партон                               | Кенни Роджерс                          | Crystal Gayle                             | Roger Bowling, Hal Bynum — «Lucille»                                                                  |
| 1976                                 | Mickey Gilley                              | Mickey Gilley                          | Crystal Gayle                             | Baker Knight — «Don’t the Girls All Get Prettier at Closing Time»                                     |
| 1975                                 | Loretta Lynn                               | Conway Twitty                          | Loretta Lynn                              | Larry Weiss — «Rhinestone Cowboy»                                                                     |
| 1974                                 | Mac Davis                                  | Merle Haggard                          | Loretta Lynn                              | Don Wayne — «Country Bumpkin»                                                                         |
| 1973                                 | Рой Кларк                                  | Charlie Rich                           | Loretta Lynn                              | Kenny O'Dell — «Behind Closed Doors»                                                                  |
| 1972                                 | Рой Кларк                                  | Merle Haggard                          | Донна Фарго                               | Донна Фарго — «The Happiest Girl In the Whole USA»                                                    |
| 1971                                 | Freddie Hart                               | Freddie Hart                           | Loretta Lynn                              | Freddie Hart — «Easy Loving»                                                                          |
| 1970                                 | Merle Haggard                              | Merle Haggard                          | Lynn Anderson                             | Kris Kristofferson — «For the Good Times»                                                             |
| 1969                                 | —                                          | Merle Haggard                          | Tammy Wynette                             | — |
| 1968                                 | —                                          | Глен Кэмпбелл                          | Cathie Taylor                             | — |
| 1967                                 | —                                          | Глен Кэмпбелл                          | Loretta Lynn                              | — |
| 1966                                 | —                                          | Merle Haggard                          | Bonnie Guitar                             | — |
| 1965                                 | —                                          | Бак Оуэнс                              | Bonnie Owens                              | — |